# Station Mont-Louis - La Cabanasse
Station Mont-Louis - La Cabanasse is een spoorwegstation in de Franse gemeente La Cabanasse.